# Resolución 1280 del Consejo de Seguridad de las Naciones Unidas
La resolución 1280 del Consejo de Seguridad de las Naciones Unidas, adoptada el 3 de diciembre de 1999, después de recordar las resoluciones 1242 (1999), 1266 (1999) y 1275 (1999) relativas al Programa Petróleo por Alimentos, el consejo, actuando en virtud del Capítulo VII de las Naciones Unidas Carta, disposiciones ampliadas relativas a la exportación de petróleo o productos del petróleo iraquíes a cambio de ayuda humanitaria durante una semana hasta el 11 de diciembre de 1999.
La resolución 1280 fue adoptada por 11 votos a favor y 0 en contra con tres abstenciones de China, Malasia y Rusia; Francia no participó en la votación. Al explicar sus votos, Francia dijo que la resolución se estaba utilizando para presionar a otros miembros del Consejo y que no se pudo implementar durante una semana; China dijo que la resolución actual no satisfaría las necesidades humanitarias del pueblo iraquí; Malasia declaró que la prórroga de una semana no tendría otro propósito que presionar a los miembros permanentes del consejo; y Rusia dijo que la resolución actual no determinaría un calendario para una resolución integral sobre Irak y que no abordó adecuadamente el tema de la crisis humanitaria.